# Luca D'Andrea (calciatore)
Luca D'Andrea (Napoli, 6 settembre 2004) è un calciatore italiano, centrocampista o attaccante dell'Avellino in prestito dal Sassuolo.

## Biografia
Anche il padre Antonio è stato un calciatore, che è arrivato a giocare in Serie C, prima di dover chiudere anticipatamente la propria carriera.

## Caratteristiche tecniche
Trequartista di piede mancino, veloce e molto rapido, è dotato di una notevole tecnica individuale ed è abile nell'uno contro uno, oltre ad avere un'ottima capacità di tiro; può essere schierato anche come ala destra o seconda punta.

## Carriera

### Club

#### Inizi e Sassuolo
Nato a Napoli, D'Andrea inizia a giocare nel Ponticelli, squadra del suo quartiere d'origine, per poi passare alla Mariano Keller e alla Scuola Calcio Azzurri di Torre Annunziata, e infine entrare nel settore giovanile della SPAL nel 2018. Qui, il trequartista resta fino al gennaio del 2022, quando viene acquistato dal Sassuolo, con cui firma il suo primo contratto professionistico.
Nell'estate dello stesso anno, D'Andrea viene definitivamente aggregato alla prima squadra neroverde, guidata da Alessio Dionisi. Quindi, il 17 settembre seguente, esordisce fra i professionisti, partendo da titolare nella partita di Serie A vinta per 0-1 contro il Torino.
Il 2 gennaio 2023, il giocatore rinnova il proprio contratto con la società emiliana fino al 2027.

#### Prestito al Catanzaro, ritorno al Sassuolo e prestiti a Brescia e Avellino
Il 1º agosto 2023, D'Andrea viene ceduto in prestito al Catanzaro, neopromosso in Serie B. Il 27 agosto seguente, dopo essere subentrato nel secondo tempo dell'incontro di campionato con la Ternana, all'89º minuto si procura un rigore, trasformato da Jari Vandeputte e decisivo ai fini della vittoria per 2-1 della sua squadra.
Tornato al Sassuolo per la stagione 2024-2025, esordisce il 24 settembre 2024 nella gara di Coppa Italia vinta per 2-0 sul campo del Lecce, segnando anche il suo primo gol in carriera.
Tuttavia coi neroverdi trova poco spazio, perciò il 1º febbraio 2025 viene ceduto in prestito al Brescia.
L'8 luglio dello stesso anno passa in prestito all'Avellino, neopromosso in Serie B, insieme al compagno Justin Kumi.

### Nazionale
D'Andrea ha rappresentato l'Italia a diversi livelli giovanili, giocando per le nazionali Under-18 e Under-19.
Nel giugno del 2022, è stato incluso dall'allenatore Daniele Franceschini nella rosa della nazionale Under-18 che ha preso parte ai Giochi del Mediterraneo di Orano, competizione in cui gli Azzurrini si sono aggiudicati la medaglia d'argento, in seguito alla sconfitta per 1-0 in finale contro la Francia.
Nel giugno del 2023, è stato convocato dal selezionatore Alberto Bollini per gli Europei Under-19 a Malta; qui, ha contribuito alla vittoria del secondo titolo di categoria da parte degli Azzurrini.

## Statistiche

### Presenze e reti nei club
Statistiche aggiornate al 9 maggio 2025.
| Stagione        | Squadra         | Campionato      | Campionato | Campionato | Coppe nazionali | Coppe nazionali | Coppe nazionali | Coppe continentali | Coppe continentali | Coppe continentali | Altre coppe | Altre coppe | Altre coppe | Totale | Totale |
| Stagione        | Squadra         | Comp            | Pres       | Reti       | Comp            | Pres            | Reti            | Comp               | Pres               | Reti               | Comp        | Pres        | Reti        | Pres   | Reti   |
| --------------- | --------------- | --------------- | ---------- | ---------- | --------------- | --------------- | --------------- | ------------------ | ------------------ | ------------------ | ----------- | ----------- | ----------- | ------ | ------ |
| 2022-2023       | Sassuolo        | A               | 5          | 0          | CI              | 0               | 0               | -                  | -                  | -                  | -           | -           | -           | 5      | 0      |
| 2023-2024       | Catanzaro       | B               | 23         | 0          | CI              | 2               | 0               | -                  | -                  | -                  | -           | -           | -           | 25     | 0      |
| 2024-feb. 2025  | Sassuolo        | B               | 1          | 0          | CI              | 1               | 1               | -                  | -                  | -                  | -           | -           | -           | 2      | 1      |
| Totale Sassuolo | Totale Sassuolo | Totale Sassuolo | 6          | 0          |                 | 1               | 1               |                    | -                  | -                  |             | -           | -           | 7      | 1      |
| feb.-giu. 2025  | Brescia         | B               | 9          | 0          | CI              | -               | -               | -                  | -                  | -                  | -           | -           | -           | 9      | 0      |
| 2025-2026       | Avellino        | B               | 0          | 0          | CI              | -               | -               |                    | -                  | -                  |             | -           | -           | 0      | 0      |
| Totale carriera | Totale carriera | Totale carriera | 38         | 0          |                 | 3               | 1               |                    | -                  | -                  |             | -           | -           | 41     | 1      |

## Palmarès

### Nazionale
- Giochi del Mediterraneo: 1

Orano 2022
- Campionato europeo Under-19: 1

Malta 2023